# Santiago Franco
Santiago Adrián Franco Sánchez, noto semplicemente come Santiago Franco (Las Piedras, 20 aprile 1999), è un ex calciatore uruguaiano, di ruolo attaccante svincolato.

## Caratteristiche tecniche
È un centravanti.

## Carriera
Cresciuto nel settore giovanile della Juventud, ha debuttato in prima squadra il 20 novembre 2016 disputando l'incontro di  Primera División Profesional vinto 2-1 contro il Rampla Juniors.